# Xeniomyza
Xeniomyza este un gen de muște din familia Agromyzidae.

Cladograma conform Catalogue of Life:
| Xeniomyza | \| \| Xeniomyza ilicitensis \| \| \| \| \| \| Xeniomyza intermedia \| \| \| \| |
|           | \| \| Xeniomyza ilicitensis \| \| \| \| \| \| Xeniomyza intermedia \| \| \| \| |
|           | Xeniomyza ilicitensis                                                          |
|           |                                                                                |
|           | Xeniomyza intermedia                                                           |
|           |                                                                                |